# Anoplolepis mediterranea
Anoplolepis mediterranea är en myrart som först beskrevs av Mayr 1866.  Anoplolepis mediterranea ingår i släktet Anoplolepis och familjen myror. Inga underarter finns listade i Catalogue of Life.